# Trihexyphénidyle
Le trihexyphénidyle est un médicament anticholinergique appartenant à la classe des antimuscariniques. On l'utilise depuis des décennies contre les symptômes de la maladie de Parkinson ainsi que contre certains effets indésirables des traitements neuroleptiques.

## Stéréochimie
Trihexyphenidyl contient un stéréocentre et se compose donc de deux énantiomères. Pratiquement c'est le racémique, c'est-à-dire le mélange 1:1 des formes (R) et (S) qui est utilisé :
| Énantiomères de trihexyphénidyle | Énantiomères de trihexyphénidyle |
| -------------------------------- | -------------------------------- |
| numéro CAS : 40520-25-0          | numéro CAS : 40520-24-9          |

## Usage récréatif
Depuis les années 1970, le trihexyphénidyle (commercialisé sous le nom d'Artane dans les pays francophones) est très prisé des  toxicomanes de l'Ile de La Réunion où il est le produit phare le plus détourné.
Les sensations recherchées sont l’euphorie, la stimulation psychique avec un sentiment de toute-puissance ainsi qu'un effet dopant proche des amphétamines.
Des passages à l'acte ainsi que des violences graves suivies d’amnésie ont été reportées lors d'ingestion de trihexyphénidyle à fortes doses et/ou avec consommation d'alcool.
D'autres cas d'abus ont été reportés en France, au Brésil, certains pays du Maghreb et en Iraq (avant l'arrivée du Captagon).